# Lepteria lorna
Lepteria lorna är en fjärilsart som beskrevs av William Schaus 1904. Lepteria lorna ingår i släktet Lepteria och familjen nattflyn. Inga underarter finns listade i Catalogue of Life.